# Juan Santos Atahualpa
Juan Santos Atahualpa, né vers 1710 et mort vers 1756, fut le leader quechua d'une importante rébellion indigène au Pérou. Il est dit qu'il faisait partie des descendants des Incas, qu'il est né à Cuzco et qu'il a été élevé par des Jésuites (sans doute au collège des Nobles de Cusco). Il apprit le castillan et le latin. Il est également dit qu'il aurait voyagé en Espagne, en Angola, en Angleterre et en France. Il retourna au Pérou et là il organisa en 1742 une révolte contre la domination espagnole.
Le soulèvement de Juan Santos survient dans un double contexte. D'abord celui des activités missionnaires catholiques dans la région andine de l'Amazonie péruvienne, et plus particulièrement dans la zone du Cerro de la Sal ou Gran Pajonal. Ensuite celui d'une crise morale au Pérou colonial où se répandent les prophéties de sainte Rose relatives au retour du règne inca. En fait, chez l'insurgé (appelé aussi "El Levantado"), on trouve un étonnant mélange de mysticisme néo-inca et de révolte anti-coloniale. Juan Santos surfe sur le mythe en vogue d'Inkarri qui fait allusion à l'avertissement de l'Inca Atahualpa peu avant son exécution et selon lequel le souverain reviendrait sur terre. Non négligeable non plus le rôle des prophéties Tupi Guarani qui évoquent la quête de la Terre sans Mal .